# Barrio ATSA (Tucumán)
El Barrio ATSA es un barrio de San Miguel de Tucumán, Tucumán, Argentina. Se encuentra delimitado por las calles José Ignacio Thames, Perú, Pje. Colombia y la avenida Ejército del Norte.

## Historia
El barrio fue inaugurado el 29 de agosto de 2014 por el gobernador José Alperovich, el ministro de salud provincial Pablo Yedlin, el interventor del IPV Gustavo Durán, funcionarios provinciales y autoridades de ATSA. El barrio fue construido para miembros de la Asociación de Trabajadores de la Sanidad, entregando 240 viviendas que cuentan con dos dormitorios, cocina comedor, baño y lavadero, y los servicios de agua, saneamiento, electricidad y gas natural. En la actualidad el barrio cuenta con dos plazas y una escuela de nivel inicial, inaugurada en 2011.

## Educación
- Escuela de Nivel Inicial Dr. Salustiano Zavalía

## Salud
- Hospital Obarrio

## Deportes
- Ciudad Deportiva ATSA